# Kopojno-Parcele
Kopojno-Parcele – wieś w Polsce, w województwie wielkopolskim, w powiecie słupeckim, w gminie Zagórów.
Do 2023 miejscowość była częścią wsi Kopojno.
W latach 1975–1998 Kopojno-Parcele należało administracyjnie do województwa konińskiego.